# 科倫巴

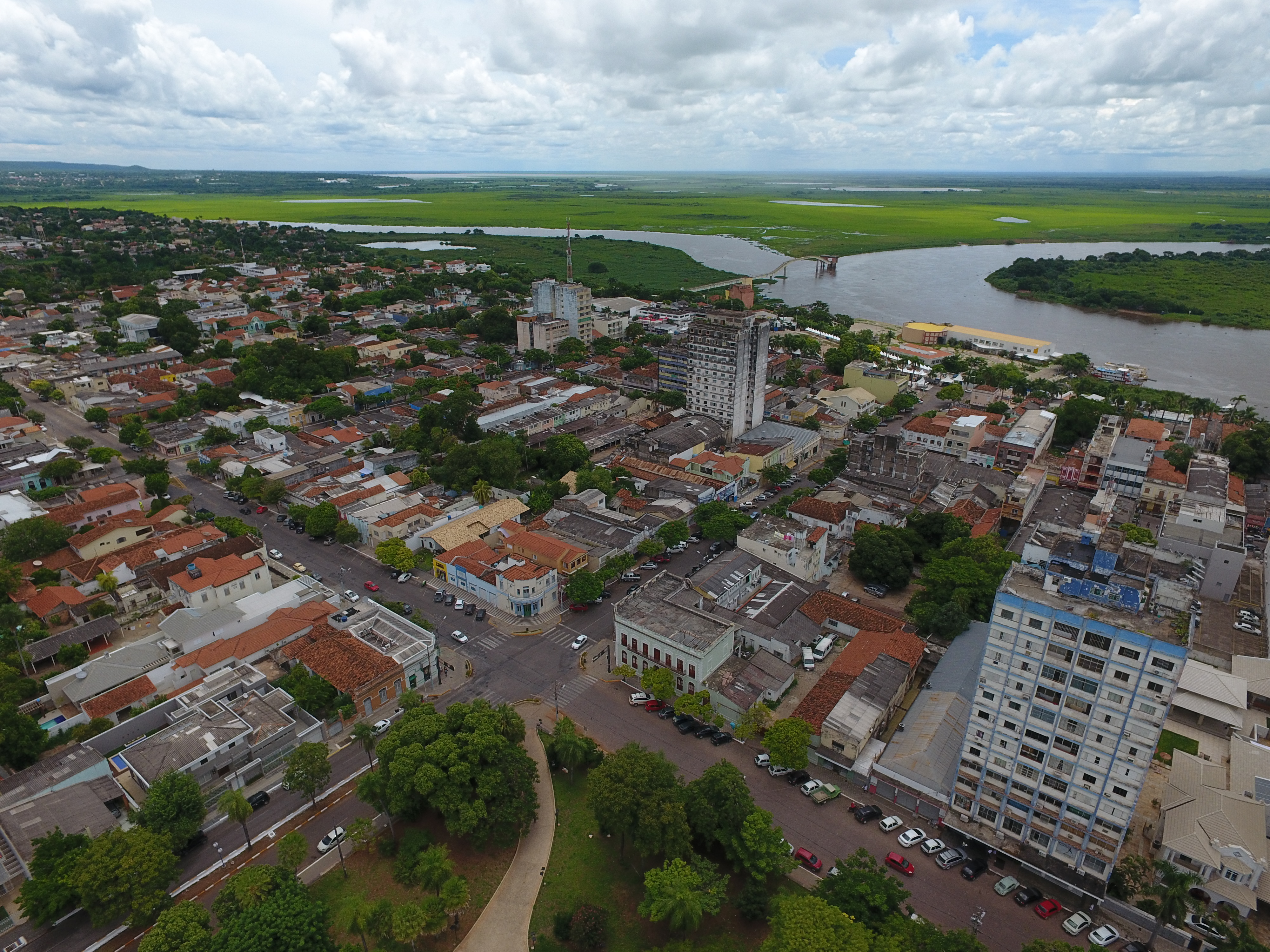
科倫巴

科倫巴（葡萄牙語：Corumbá），是巴西的城鎮，位於該國西部，由南馬托格羅索州負責管轄，始建於1778年，面積64,960平方公里，海拔高度118米，2013年人口107,347，人口密度每平方公里1.6人。